# شينيا
شينيا (باليابانية: Shinya) هو طبال وموسيقي ياباني، ولد في 24 فبراير[بحاجة لمصدر]1978 في هيراكاتا في اليابان.

## وصلات خارجية
- الموقع الرسمي
- شينيا على موقع IMDb (الإنجليزية)
- شينيا على موقع ميوزك برينز (الإنجليزية)
- شينيا على موقع ديسكوغز (الإنجليزية)
- شينيا على موقع قاعدة بيانات الفيلم (الإنجليزية)